# Casa da Fazenda Canela
A Casa da Fazenda Canela, também chamada de Casa do Canela, é uma construção tombada pelo FUNDAC (Fundação Cultural do Piauí), localizada na cidade de Oeiras, no estado do Piauí.

## Histórico
A casa foi construída em meados de 1880 para ser residência de Luiz, apelidado de Luiz Canela de Ferro por causa de sua profissão de entregador, na qual sempre transportava as malas postais nas costas e fazia todos os trajetos a pé.
No século XX, a propriedade foi vendida para o Sr. Antonio Nogueira Tapety, aonde estabeleceu a sede de uma de suas fazendas de gado. Posteriormente, foi herdada pelo poeta Nogueira Tapety, responsável por dedicar vários de seus sonetos como “Sonho Panteísta" ao casarão e á cidade de Oeiras. O poeta faleceu na fazenda em janeiro de 1918.
Na frente da antiga residência, existe uma praça chamada de Praça do Canela, local que anteriormente se chamava Largo da Forca, por ser o lugar onde eram condenados os criminosos da cidade. A casa foi reformada no final do século XIX e na década de 1960. Apesar de não ter uso fixo, atualmente a Casa da Fazenda Canela está aberta para visitação.